# In the Region of Ice

In the Region of Ice est un film de court métrage américain réalisé par Peter Werner et sorti en 1976.

## Fiche technique
- Réalisation : Peter Werner, d'après une histoire de Joyce Carol Oates[1]
- Producteur :  Andre R. Guttfreund
- Date de sortie : 6 octobre 1976

## Distribution
- Fionnula Flanagan
- Peter Lampert

## Distinctions
- Oscar du meilleur court métrage en prises de vues réelles en 1977[2].